# Summer of ’69
«Summer of '69» (с англ. — «Лето 69-го») — песня, записанная канадским певцом Брайаном Адамсом с его четвёртого студийного альбома Reckless. Это быстрая рок-песня о дилемме между тем, чтобы остепениться или попытаться стать рок-звездой. Трек был написан Адамсом и его давним соавтором Джимом Валлансом. «Summer of '69» был спродюсирован Адамсом и Бобом Клирмаунтином. «Summer of '69» был выпущен 17 июня 1985 года на лейбле A&M Records как четвёртый сингл с Reckless. Согласно более поздним заявлениям Адамса, название является отсылкой к сексуальной позиции, а не к году, но Валланс оспаривает это.
Песня была выпущена с двумя треками B-side: «Kids Wanna Rock» и «The Best Was Yet to Come», которые ранее появлялись на альбомах Reckless и Cuts Like a Knife соответственно. «Summer of '69» получил положительные отзывы музыкальных критиков. В музыкальном видео на песню, снятом Стивом Бэрроном, Адамс и его группа поддержки находятся в разных ситуациях, включая побег от полиции. Сингл оказал сильное влияние на музыкальные чарты по всему миру; в Великобритании он был признан одним из лучших треков Адамса, достигнув четвёртого места в Нидерландах и пятого места в США. Среди песен, записанных канадскими исполнителями, это самая прослушиваемая и самая покупаемая в цифровом формате песня в Канаде среди песен, изначально выпущенных до начала эры цифровых загрузок (примерно 2005 год). Это также самая воспроизводимая песня на канадском радио среди песен канадских исполнителей, изначально выпущенных до 1990 года.
«Summer of '69» по сей день остаётся популярной во многих странах мира и известна как квинтэссенция летней песни. Адамс спел «Summer of '69» во время церемонии открытия чемпионата мира по крикету 2011 года в Бангладеш. В 2019 году Адамс исполнил дуэтную версию «Summer of '69» с Тейлор Свифт во время её тура Reputation в Торонто, Канада.

## История
Ещё до официального выхода альбома Reckless в ноябре 1984 года, «Summer of '69» получила несколько радиоэфиров на рок-радиостанциях, но её затмили более успешные в чарте треки «Run to You» и «It’s Only Love», единственные достигшие № 40 в чарте Top Rock Tracks журнала Billboard. После выхода песни в качестве самостоятельного сингла в июне 1985 года, «Summer of '69» достиг позиции № 5 в американском хит-параде Billboard Hot 100 и способствовал тому, что альбом Reckless достиг первого места в Billboard 200 в августе 1985 года. Подобно предыдущему хиту с альбома Reckless, такому как «Heaven», «Summer of '69» имел успех во всём мире. «Summer of '69» дебютировал на позиции № 59 в Великобритании, через две недели поднявшись до № 42 (август 1985) в UK Singles Chart. Сингл оставался в чарте 4 недели подряд с августа по сентябрь 1985, потом выпал из top 100. Трек 22 декабря дебютировал на позиции № 22 и позднее достиг седьмого места в New Zealand Singles Chart. Песня 29 июня 1985 года дебютировала на позиции № 95 в Canadian RPM Singles Chart, поднявшись до № 50 во вторую неделю релиза в Канаде и после семи недель добравшись до позиции № 11 (14 сентября 1985).
4 августа 2018 года песню «Summer of ’69» исполнили совместно Тейлор Свифт и Адамс во время концертного тура «Reputation Stadium Tour» в Торонто.

## Музыкальное видео
Видеоклип создал ирландский режиссёр Стивен Бэррон, который ранее прославился такими видеоклипами как «Take on Me» группы a-ha и «Billie Jean» Майкла Джексона. В этом видео снова, как и в прошлом клипе «Heaven», появляются британская актриса Лизетт Энтони и канадский актёр Гарвин Сэнфорд. Это видео в 1986 году было номинировано на премию MTV Video Music Award в категории «Лучшее мужское видео» (Best Male Video).

## Оценки
«Summer of '69» вошёл в несколько итоговых списков Лучших песен года у различных изданий:
| Публикация  | Страна | Список                                      | Год  | Ранг |
| ----------- | ------ | ------------------------------------------- | ---- | ---- |
| Blender     | США    | «Top 500 Songs of the 80s-00s»              | 2005 | 70   |
| Chartattack | Канада | «The 100 Best Canadian Singles of All Time» | 1996 | 24   |
| Chartattack | Канада | «The 50 Best Canadian Singles of All Time»  | 2000 | 4    |
| Chuck Eddy  | США    | «The 100 Best Singles of the 80s»           | 1990 | 50   |
| Dave Marsh  | США    | «The 1001 Greatest Singles Ever Made»       | 1989 | 635  |

По результатам опроса, проведенного компанией Decima Research в 2006 году, песня «Summer of '69» была признана лучшей песней для вождения среди канадцев, которые поют в своих машинах. Песня заняла первое место в опросе среди представителей обоих полов, а также среди франко- и англоязычных канадцев. В 2010 году песня была признана «самой горячей летней песней» в Германии. В другом опросе, на этот раз канадского журнала Chart, «Summer of '69» была признана четвертой лучшей песней всех времен в 2000 году; четырьмя годами ранее она была признана двадцать четвертой лучшей песней всех времен. Песня заняла 17-е место в списке 50 треков радиостанции CBC: The Canadian Version. В 2008 году песня была признана радиослушателями Норвегии 87-й лучшей песней всех времен, став второй по рейтингу песней Адамса, выше которой оказалась «(Everything I Do) I Do It for You» 1991 года. В 2008 году она была признана четвертой лучшей песней в истории на бельгийской радиостанции Radio 2.
В 2005 году в списке «500 величайших песен с тех пор, как вы родились» журнал Blender поставил песню на 70-е место и отметил, что она «заставила людей, у которых еще не было ни первой любви, ни первой группы, ностальгировать по этому опыту».

## Список треков
- Авторы всех песен Адамс и Джим Валланс.

| №  | Название                   | Автор(ы)        | Длительность |
| -- | -------------------------- | --------------- | ------------ |
| 1. | «Summer of '69»            | Adams, Vallance | 3:36         |
| 2. | «Kids Wanna Rock»          | Adams, Vallance | 2:35         |
| 3. | «The Best Was Yet to Come» | Adams, Vallance | 2:52         |

## Чарты
| Чарт (1985)                        | Высшая позиция |
| ---------------------------------- | -------------- |
| Австралия (Kent Music Report)      | 14             |
| Австрия (Ö3 Austria Top 40)        | 17             |
| Бельгия (VRT Top 30 Flanders)      | 7              |
| Канада (RPM)                       | 11             |
| Германия (GfK)                     | 62             |
| Ирландия (IRMA)                    | 18             |
| Новая Зеландия (Recorded Music NZ) | 7              |
| Норвегия (VG-lista)                | 9              |
| Швеция (Sverigetopplistan)         | 13             |
| Великобритания (OCC UK Singles)    | 42             |
| США (Billboard Hot 100) ·          | 5              |
| США (Billboard Mainstream Rock)    | 40             |
| Уругвай (UPI)                      | 3              |

| Чарт (1990)                    | Высшая позиция |
| ------------------------------ | -------------- |
| Бельгия/Фландрия (Ultratop 50) | 8              |
| Европа (Eurochart Hot 100)     | 98             |
| Нидерланды (Dutch Top 40)      | 5              |
| Нидерланды (Single Top 100)    | 4              |

| Чарт (2006)                      | Высшая позиция |
| -------------------------------- | -------------- |
| Великобритания (UK Singles, OCC) | 54             |

| Чарт (2007)                      | Высшая позиция |
| -------------------------------- | -------------- |
| Великобритания (UK Singles, OCC) | 140            |

| Чарт (2008)                      | Высшая позиция |
| -------------------------------- | -------------- |
| Великобритания (UK Singles, OCC) | 88             |

| Чарт (2021–2022)                             | Высшая позиция |
| -------------------------------------------- | -------------- |
| Канада (Digital Song Sales, Billboard)       | 5              |
| Финляндия (Airplay, Radiosoittolista)        | 46             |
| США (Digital Song Sales, Billboard)          | 9              |
| США (Billboard Hot Rock & Alternative Songs) | 11             |

| Чарт (1985)                     | Позиция |
| ------------------------------- | ------- |
| Австралия (Kent Music Report)   | 78      |
| Канада (RPM Singles Chart)      | 99      |
| New Zealand (Recorded Music NZ) | 48      |
| США (Cash Box Top 100)          | 64      |
| США (US Billboard Hot 100)      | 74      |

| Чарт (1990)                 | Позиция |
| --------------------------- | ------- |
| Бельгия (Ultratop Flanders) | 59      |
| Нидерланды (Dutch Top 40)   | 36      |
| Нидерланды (Single Top 100) | 37      |

| Чарт (2023)                      | Позиция |
| -------------------------------- | ------- |
| Великобритания (UK Singles, OCC) | 98      |

| Чарт (2024)                      | Позиция |
| -------------------------------- | ------- |
| Великобритания (UK Singles, OCC) | 91      |

| Чарт (1980–1989)                        | Позиция |
| --------------------------------------- | ------- |
| Канада (Canadian Artists Digital Songs) | 1       |

## Сертификации
| Регион                                                                      | Сертификация  | Продажи   |
| --------------------------------------------------------------------------- | ------------- | --------- |
| Австралия (ARIA)                                                            | 8× Платиновый | 560 000   |
| Дания (IFPI Danmark)                                                        | 3× Платиновый | 270 000   |
| Германия (BVMI)                                                             | 3× Золотой    | 750 000   |
| Италия (FIMI)                                                               | Платиновый    | 100 000   |
| Великобритания (BPI)                                                        | 5× Платиновый | 3 000 000 |
| США                                                                         | —             | 1,606,647 |
| Данные о продажах + прослушиваниях приведены только на основе сертификации. |               |           |